# Királyok völgye 63
A Királyok völgye 63 (KV63) az egyiptomi Királyok völgyében legutóbb feltárni kezdett, jelenleg is feltárás alatt álló sír. Tutanhamon sírja, a közeli Királyok völgye 62 megtalálása óta (1922) ez az első sír, amelyet találtak a völgyben. Eredetileg királysírnak hitték, mostanra az tűnik a legvalószínűbbnek, hogy raktárnak használták a mumifikálás során.
A sírból hét fakoporsó és nagy edények kerültek elő. Egy koporsóban sem volt múmia, ezekben és az edényekben is mumifikáláshoz szükséges kellékeket (sók, vásznak, törött cserépedények) találtak. Egyes pecsétlenyomatokon felismerhető szöveg áll, köztük a pa-aton szavak, amelyek részét képezhetik az Anheszenpaaton névnek, Tutanhamon felesége, Anheszenamon korábbi nevének. A felirat, a sírkamra építészeti stílusa, a koporsók és az edények formája alapján a sír a XVIII. dinasztia végére datálható.

## Felfedezése
A sír függőleges aknáját 2005. március 10-én fedezték fel. A Legfelsőbb Régészeti Tanács 2006. február 8-án jelentette be hivatalosan, hogy az amerikai University of Memphis régészei Dr. Otto Schaden egyiptológus vezetésével új sírt találtak. A sírkamra a KV63-as számot kapta, folytatva ezzel a Királyok völgye sírjainak számozását. Utoljára 1922-ben bukkantak addig ismeretlen sírra a völgyben, Tutanhamon sírjára, a KV62-re, amit Howard Carter fedezett fel. A KV63 a XIX. dinasztia végi Amenmessze fáraó sírja, a KV10 és Tutanhamon sírja között helyezkedik el, a völgy keleti ágának közepén, közel a fő kereszteződéshez, ahol naponta több ezer turista áthalad.
A sírt felfedező csoport a KV10 bejáratához közeli XIX. dinasztiabeli munkáskunyhókat ásatta, azzal a céllal, hogy több fényt derítsenek az Amenmessze trónutódlása körüli tisztázatlan kérdésekre. A kunyhók körüli területet az időnkénti áradások miatt törmelék lepte. A 20. század elején Theodore Davis és Howard Carter is ásattak itt, de nem távolították el ezeket a kunyhókat. Miközben sötét kőrétegben ásattak, váratlanul fehér kődarabok kerültek elő az utolsó rétegből, amiben Carter még ásatott. A további kutatás során vágott kő egyenes széle bukkant elő, ami függőleges akna felső szélének bizonyult. Az ásatók ekkor már tudták, hogy valami fontosabbra akadtak, mint a sírépítők pihenői. A felfedezésre sajnos a 2004–05-ös ásatási szezon legvégén került sor, ezért a további munkálatokat fel kellett függeszteni a következő őszig.
Zahi Hawass 2006. február 10-én Luxorba utazott, a nemzetközi sajtónak is ekkor engedték, hogy betekintsenek az áttört bejáraton.

## A kamra leírása és a leletek
A sír hasonlóságokat mutat Juja és Tuja (Tutanhamon dédnagyszülei) sírjával, így a XVIII. dinasztia uralmának későbbi felére datálható. Feltételezték, hogy a sírokat ugyanaz az építész, vagy legalábbis ugyanahhoz az iskolához tartozó építészek készítették.
Az akna kb. 5 méter mély, alján másfél méter magas, kőtömbökből kirakott ajtó található. Ebben a régészek február 10-én először egy kis ablakot nyitottak, hogy beláthassanak az egyetlen kamrából álló sírba. Az ajtón nem álltak pecsétek, ezért feltételezték, hogy a sírban újratemetésre került sor és az ókorban talán be is törtek. Az ajtót elzáró kövek nem az eredetiek voltak, ami azt sugallja, párszor kinyitották és újra lezárták. Az eredeti záróköveket megtalálták benn a sírban.
A sírkamra kb. négyszer öt méteres alapterületű, falai díszítetlen fehérek. Hét fakoporsó állt benn, köztük egy gyermek- és egy kisbabaméretű. A gyermek koporsóján és két felnőttén sárga halotti maszkot találtak, a többin feketét. Egy feltételezés szerint a sárgák nőknek készültek, a feketék férfiaknak. Némelyik koporsóban a termeszek nagy kárt tettek, és a végeredmény a régészek szavaival élve fekete masszára hasonlít, két koporsóban azonban egyáltalán nem esett kár. A termeszek odafentről, a munkások kunyhóiból érkeztek, tehát valószínűleg már a fáraókorban jártak a sírban. Vízkár nyomát nem látták, most azonban, hogy a sír nyitva áll, veszélyeztetik a villámáradások.
A koporsók tulajdonosai ismeretlenek. Lehetséges, hogy nem egyszerre kerültek a sírba. A sírban talált tárgyakat talán a balzsamozók helyezték ide, mintegy lerakatként, vagy egy befolyásos család számára készültek: az üveg, amiből az egyik koporsón a szemeket alakították ki, akkoriban királyi monopóliumnak számított, az egyik koporsón látható emberalak pedig mellkasa előtt összehajtva tartja karjait (nem keresztezve, ahogy a királyi családtagok). Némelyiket gyanta borítja, amelyek alatt talán felirat olvasható; a leghátul talált felnőttkoporsón a fekete gyanta alatt is olvashatóak voltak a hieroglifák. A szövegek fordítását még nem tették közzé.
A kamrában 28 nagy tárolóedényt is találtak, kb. 75 cm magasakat. Ezek kerámiából illetve alabástromból készültek, 40–43 kg súlyúak, méretben és súlyban kis eltéréseket mutatnak. Három már az ókorban eltört a nyakánál. A legtöbb edény fedele érintetlen volt, de egyen sem szerepelt a fáraó pecsétje. Készítésük után az edényeket homokra állítva fehérre festették, a kerámia eredeti színe a talpukon látható. A sír felnyitásakor egy nagy osztrakon, melyről jelenleg nem lehet eldönteni, az egyik edényről származik-e, eltört.
Dr. Schaden leírása szerint az edények lezárása a következő módon folyt: először vályogdugó került beléjük, ezt lepecsételték, majd nagy vakolatpecsét került rájuk. Úgy tűnik, akik lezárták, fontosnak tartották az edények lezárását, ez arra utal, kifejezett szándékuk volt a sírba helyezésükel, nem csak lerakatnak használták a helyiséget. A sírkamrában rengeteg nátront találtak, a koporsókban és kis zsákokban is. Az edények és tartalmuk hasonlít a KV54-ben találtakéhoz, amit Tutanhamon mumifikálásakor használtak raktárnak.
A koporsókat és edényeket átvitték a közeli KV10-es sírba, ahol elég hely van a vizsgálathoz. A kiemeléshez csigákból álló rendszert alakítottak ki, fűvel teli vödrökben vagy buborékpapírba csomagolva védték az edényeket a sérüléstől. Elszállításuk 2006. március 2-án kezdődött, mostanra nagy részüket biztonságosan elvitték a sírból. Az eddig megvizsgált tizenkét edényben nátront, fát, magvakat, kagylókat, szenet, cserépdarabokat, kisállatcsontokat, papirusztöredékeket, tálcákat, pecséteket és kötéldarabkákat találtak. Szalima Ikram egyiptológus felügyeli az edények tartalmának eltávolítását és vizsgálatát.
A G jelű gyermekkoporsó alja és fedele közt kitüremkedő tömésanyag volt az egyik első, amit megvizsgáltak. A koporsó kinyitásakor kiderült, hogy öt párna az. Az ókori egyiptomi textilmaradványok nagyon ritkák, a párnák pedig még inkább, ezek anyaga nagy érdeklődést váltott ki. Május 26-án a koporsóban, a párnák alatt 42 cm hosszú, rózsaszín aranyleveles kis antropoid koporsót találtak.
2006. június 28-án nyitották ki az utolsó, egyben az egyetlen teljesen lepecsételt koporsót. Múmiát nem találtak benne, csak a test balzsamozásához és díszítéséhez használt tárgyakat. Úgy tűnik, valamikor használták a koporsót, mert aljában emberi test lenyomata látható. Ezt a testet már az ókorban kivehették vagy elpusztíthatták.
Tutanhamon sírjának közelsége és a szarkofágon található portrék hasonlósága, valamint a sír és a leletek datálása alapján feltételezték, hogy a koporsókat egykor Kia (akit akkoriban Tutanhamon lehetséges anyjának tartottak), és/vagy Anheszenamon temetéséhez használták fel. Utóbbit támogatja az is, hogy találtak két kis aranyszarkofágot, melyben szobrocskákat lehetett elhelyezni; ezek jelképezhették Anheszenamon két halva született gyermekét, akiket apjuk sírjában találtak meg.

### A hírekben
- Egypt's New Tomb Revealed (an interactive site by Discovery Channel)
- Pharaonic tomb find stuns Egypt (BBC News, with video footage of tomb)
- Tomb Found in Egypt's Valley of Kings (ABC news, with pictures)
- Tomb of mummies found in Egypt's Valley of the Kings (CBC)
- Experts in new Egypt tomb discovery (The Scotsman)
- New Tomb Found in Valley of Kings (CBS)
- Intact tomb found in Egypt's Valley of the Kings[halott link] (Washington Post)
- Pharaoh'ld coup for Ulster archaeologist (Belfast Telegraph)
- Michael Slackman, "Tomb Yields Many Mysteries, but no Mummy," New York Times, June 28, 2006